# Eduardo Pérez Iribarne
Eduardo Pérez Iribarne (Lérida, España, 22 de mayo de 1944 - La Paz, Bolivia, 26 de agosto de 2024) fue un sacerdote jesuita hispano-boliviano dedicado al periodismo y a la labor social a través de sus programas radiales en la cadena radiofónica Fides. También fue promotor del ciclismo boliviano.

## Trayectoria profesional
Comenzó su trayectoria profesional como radialista en la Radio Pío XII del distrito minero de Siglo XX. Fue el sacerdote Gregorio Iriarte quien lo introdujo a la profesión radialista. En 1970 se integró a Radio Fides con el programa radiofónico nocturno "Periscopio" que estaba bajo la dirección de José Gramunt de Moragas. Desde entonces, se convirtió en director de Fides, puesto que desempeñó hasta su muerte. 
“El café de la mañana” y “El hombre invisible” fueron los programas más famosos que dirigió. Eran transmitidos por Fides y por radio Fides online. Como empresario logró que Fides se convirtiera en una marca registrada con el nombre “FIDES”, emisora que ahora trabaja en las principales capitales de nueve departamentos de Bolivia y ciudades como Villazón.  
Eduardo Pérez fue responsable de la Agencia Española de Noticias EFE. Su título de periodista fue revalidado por el Consejo Nacional de Educación Superior de la Universidad Boliviana en 1976, recibiendo el Título en Provisión Nacional. Eduardo Pérez Iribarne se nacionalizó como ciudadano boliviano en noviembre de 1979 adhiriéndose al convenio de doble nacionalidad Boliviano-Español.